# ガルシア・ピミエンタ
フランシスコ・ハビエル・ガルシア・ピミエンタ（Francisco Javier García Pimienta、1974年8月3日 - ）は、スペイン・バルセロナ出身の元サッカー選手、現サッカー指導者。現役時代のポジションはFW。

## 選手経歴
FCバルセロナのカンテラを経て1996年5月26日、デポルティーボ・ラ・コルーニャとの試合でプリメーラデビューを果たした。しかし、トップチーム定着は叶わず、1996-97シーズンに在籍したCFエストレマドゥーラ時代を除いてスペインの下部リーグでキャリアを送った。

## 指導者経歴
まだ現役であった2001年から指導者としての道に進み始め、2006年から古巣FCバルセロナのカンテラで指導者としての経験を積んだ。その後Bチームのアシスタントを経て、2018年4月25日、Bチームの監督に就任した。
2022年1月24日、ペペ・メルの後任としてUDラス・パルマスのトップチームの監督に招聘された。
2024年6月2日、セビージャFCの監督として招聘された。

## 監督成績
2021年6月11日現在
| チーム      | 就任日        | 退任日        | 成績 | 成績 | 成績 | 成績 | 成績   |
| チーム      | 就任日        | 退任日        | 試   | 勝   | 分   | 負   | %      |
| ----------- | ------------- | ------------- | ---- | ---- | ---- | ---- | ------ |
| バルセロナB | 2018年4月25日 | 2021年6月11日 | 102  | 45   | 28   | 29   | 044.12 |
| 通算成績    | 通算成績      | 通算成績      | 102  | 45   | 28   | 29   | 044.12 |